# Sjösås gamla kyrka
Sjösås gamla kyrka är en kyrkobyggnad i Växjö stift. Den är församlingskyrka i Sjösås församling.

## Kyrkobyggnaden
Den allra tidigaste kyrkobyggnaden i Sjösås var troligen en stavkyrka med en sakristia av sten uppförd under 1100-talet. Stavkyrkan ersattes under 1200-talet av en kyrka i liggtimmer. När den nuvarande stenkyrkan byggdes behöll man sakristian, som således utgör kyrkans äldsta del. Den sengotiska salkyrkotypen, med dess avsaknad av korabsid, som präglar kyrkan, tyder på att den uppförts under 1400-talets senare del. Kyrkan erhöll en brant takresning täckt av spån. Ett vapenhus  byggdes 1732 vid nordportalen. Vid det omfattande renoveringsarbete 1773–1775, som gav kyrkan sitt nuvarande utseende, flyttades vapenhuset till den nya ingången på västsidan.
När den nya kyrkan stod färdig i Viås by övergavs medeltidskyrkan. Den hotades av förfall men räddades av bland annat ortens hembygdsförening. Åren 1943–1944 genomfördes en grundlig restaurering under ledning av arkitekt Paul Boberg,Växjö, och kyrkan togs åter i bruk.
Eftersom kyrkan var tornlös hängde kyrkklockorna i en enkel klockstapel av trä. Dessa överfördes till den nya kyrkan. År 1931 uppfördes en ny klockstapel och klockor anskaffades, den ena klockan 1931 och den andra 1959.

## Interiör och inventarier
Ett rikt bemålat tunnvalv från 1774 välver sig över kyrkorummet . Målningarna är utförda samma år av Johan Stendahl och Petter Österberg. Själva tunnvalvet är prytt med molndekor och basunblåsande änglar. På övre delen av korväggen finns ett korsfästelsemotiv flankerat av Moses med lagens tavlor och Marie bebådelse.I kyrkorummet finns följande inventarier:
- Kalvariegrupp från 1200-talet. Kristus på korset flankerad av Jungfru Maria och aposteln Johannes.

- Reliefer ur ett Sankt Olofskåp daterat till slutet av 1200-talet.

- Predikstol med ljudtak som är skänkt av riksrådet Per Sparre på Lidboholm 1651.Den ommålades 1774 av Johan Stendahl och Petter Österberg.

- Kyrkbänksinredning från 1639. Målad 1712 av Hans Brachwagen.

- Kvinnoläktare på norrsidan, uppförd 1736.Speglarna är prydda med bilder av Kristus, profeter och apostlar utförda 1750 av Johan Christian Zschotzscher.

- Två läktare på västsidan. Varav den nedre tillkom 1639 och den övre 1774. Den nedre läktare är försedd med målningar av heliga gestalter .Den övre läktaren har målningar med porträtt av kyrkoherde Nils Andersson Bruhn. Målningarna är utförda av 1774 av Johan Stendahl och Petter Österberg.

- Herrskapsläktare tilldelad Lidboholms säteri uppförd 1784 ovanför sakristian.

- Huvudbaner över Carl Gustaf Örnecrantz,död 1677.

### Orgel
- Orgel som togs i bruk 1958 är byggd av Marcussen & Søn i Aabenraa, Danmark. Orgeln är mekanisk.

| Manual I      | Manual II    | Pedal      | Koppel |
| Salicet 8´    | Gedackt 8´   | Subbas 16´ | I/P    |
| Principal 4´  | Rörflöjt 4´  |            | II/P   |
| Mixtur 3 chor | Quintadena 2 |            | II/I   |

## Bildgalleri

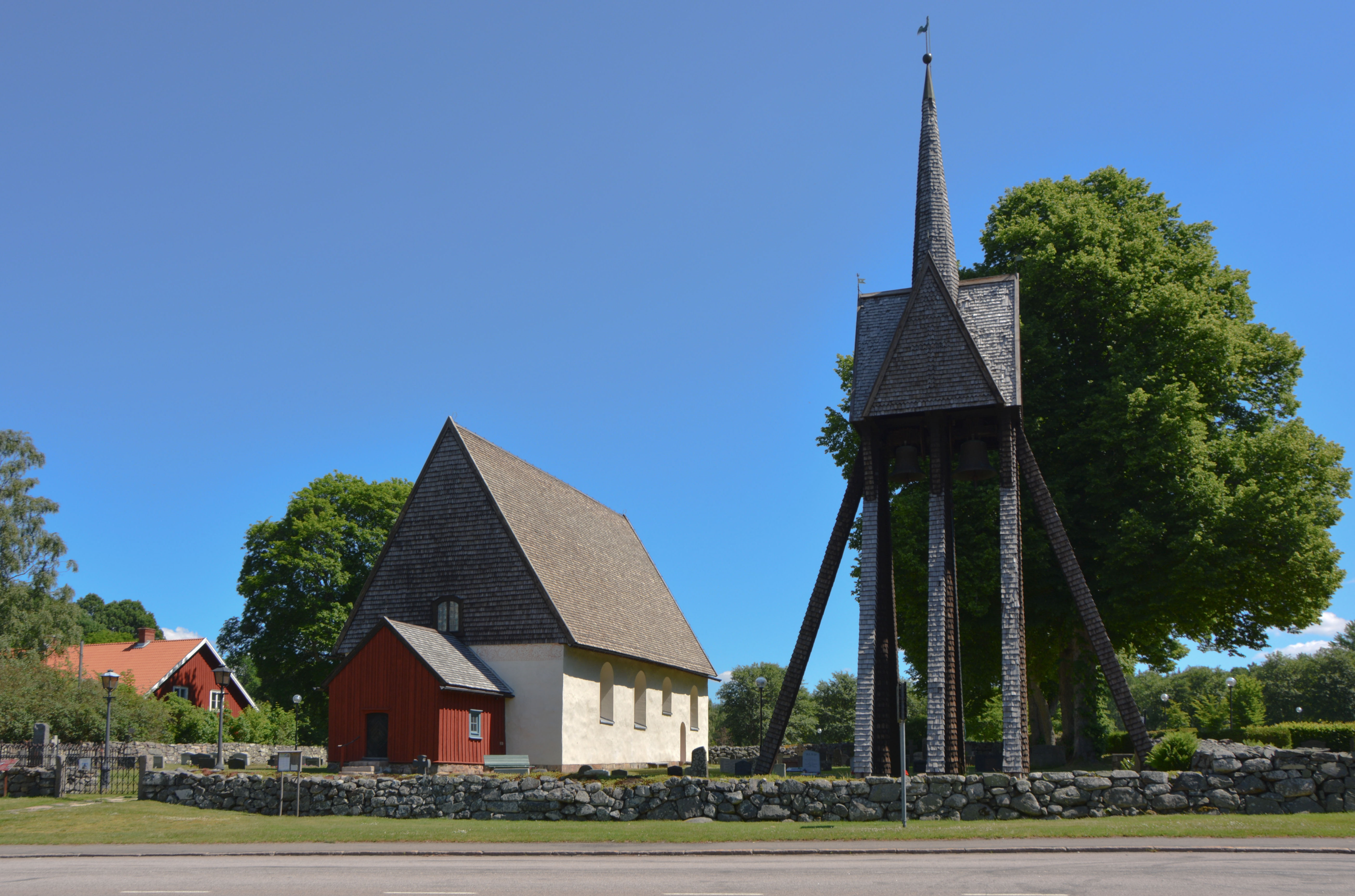
Kyrkan från sydväst.
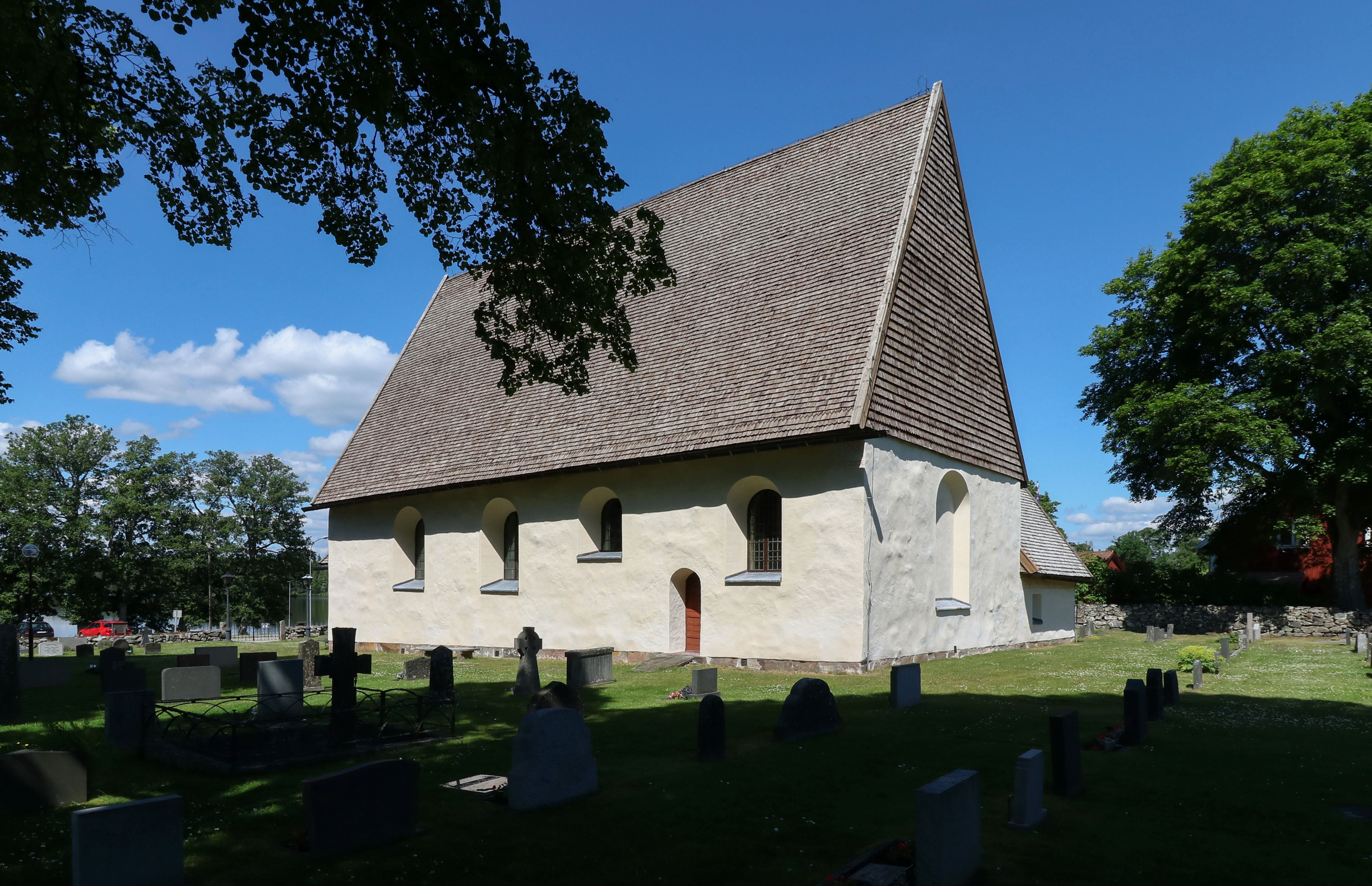
Exteriör från sydöst.
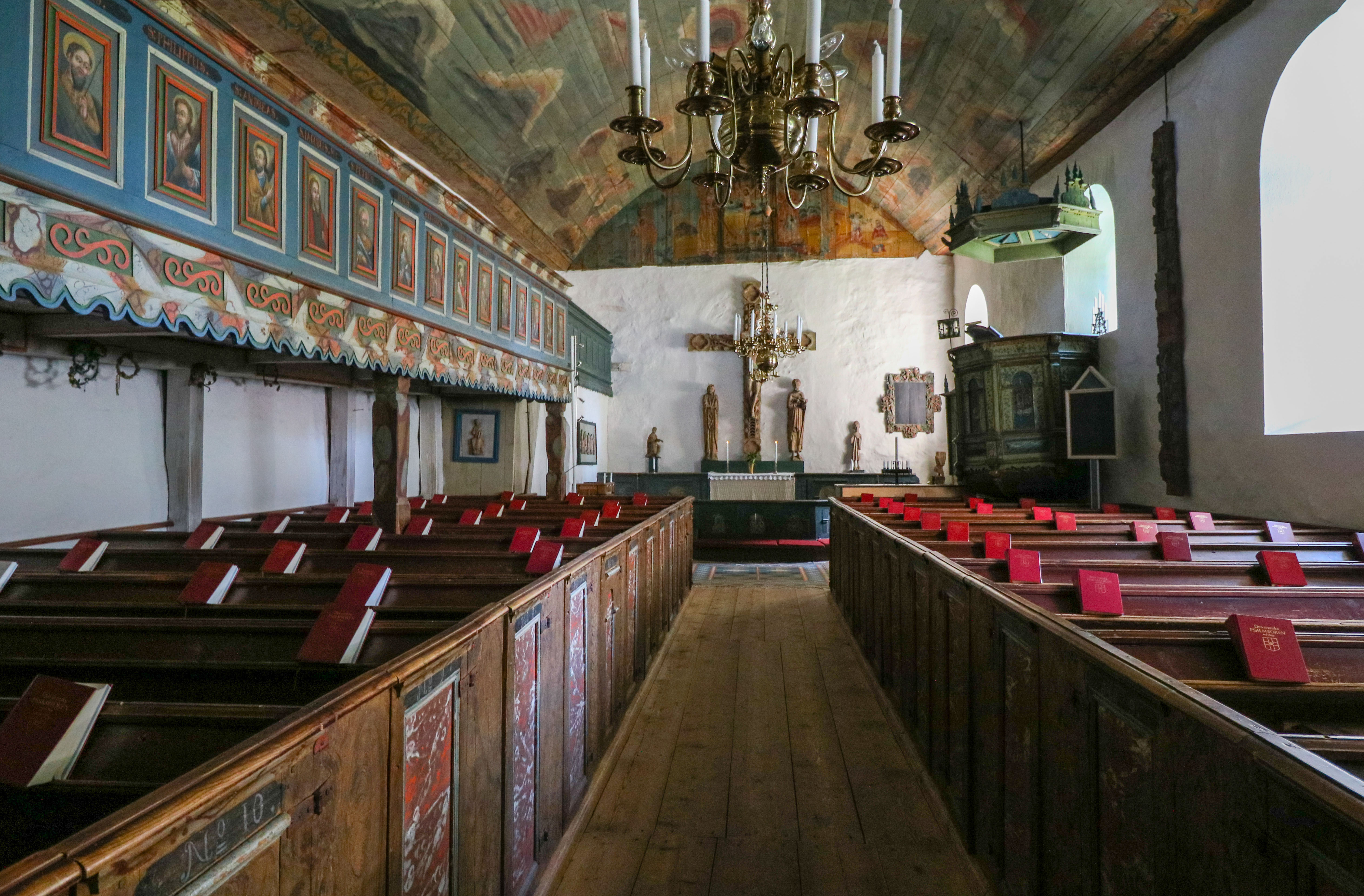
Interiör mot öster.
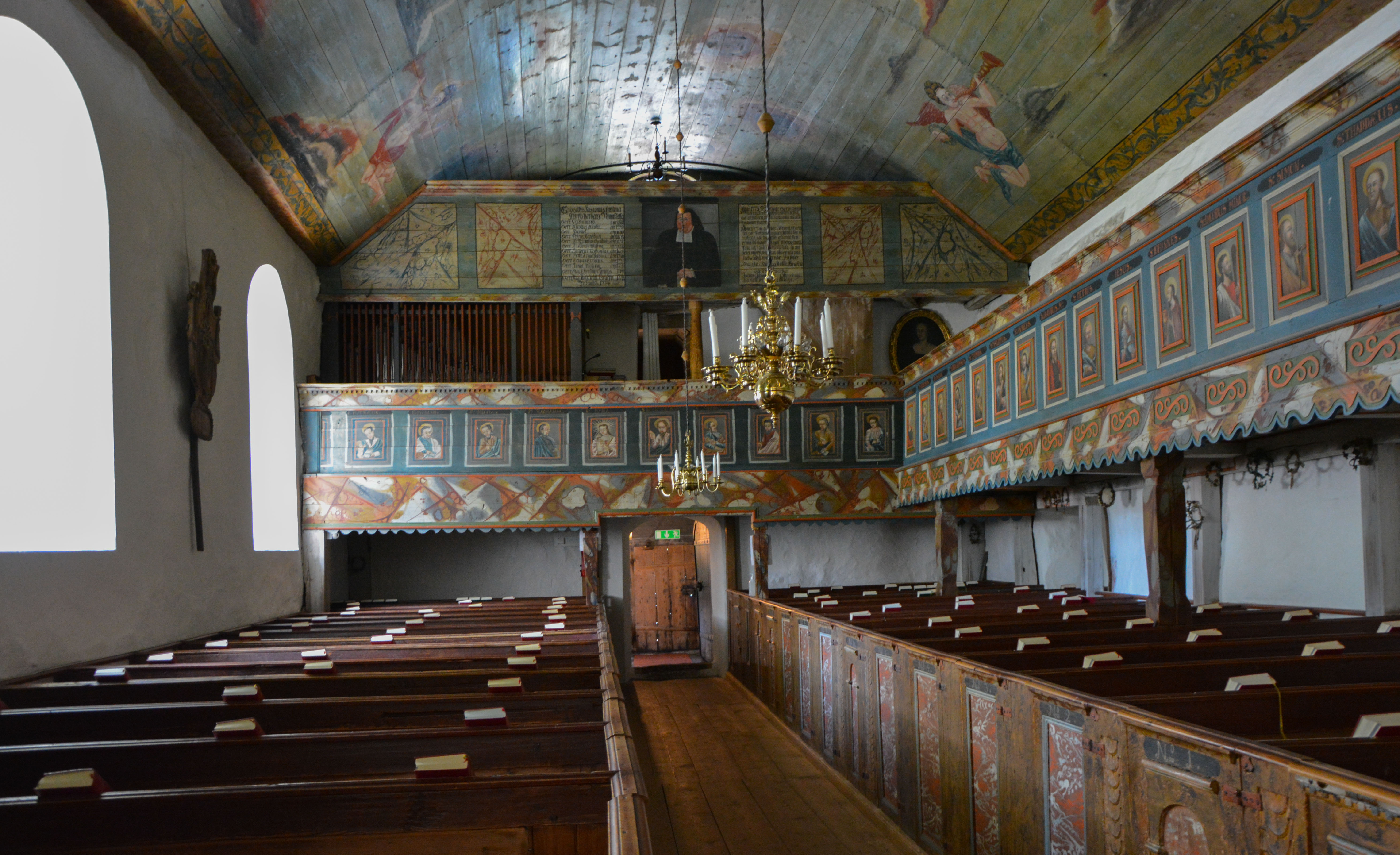
Interiör mot väster.
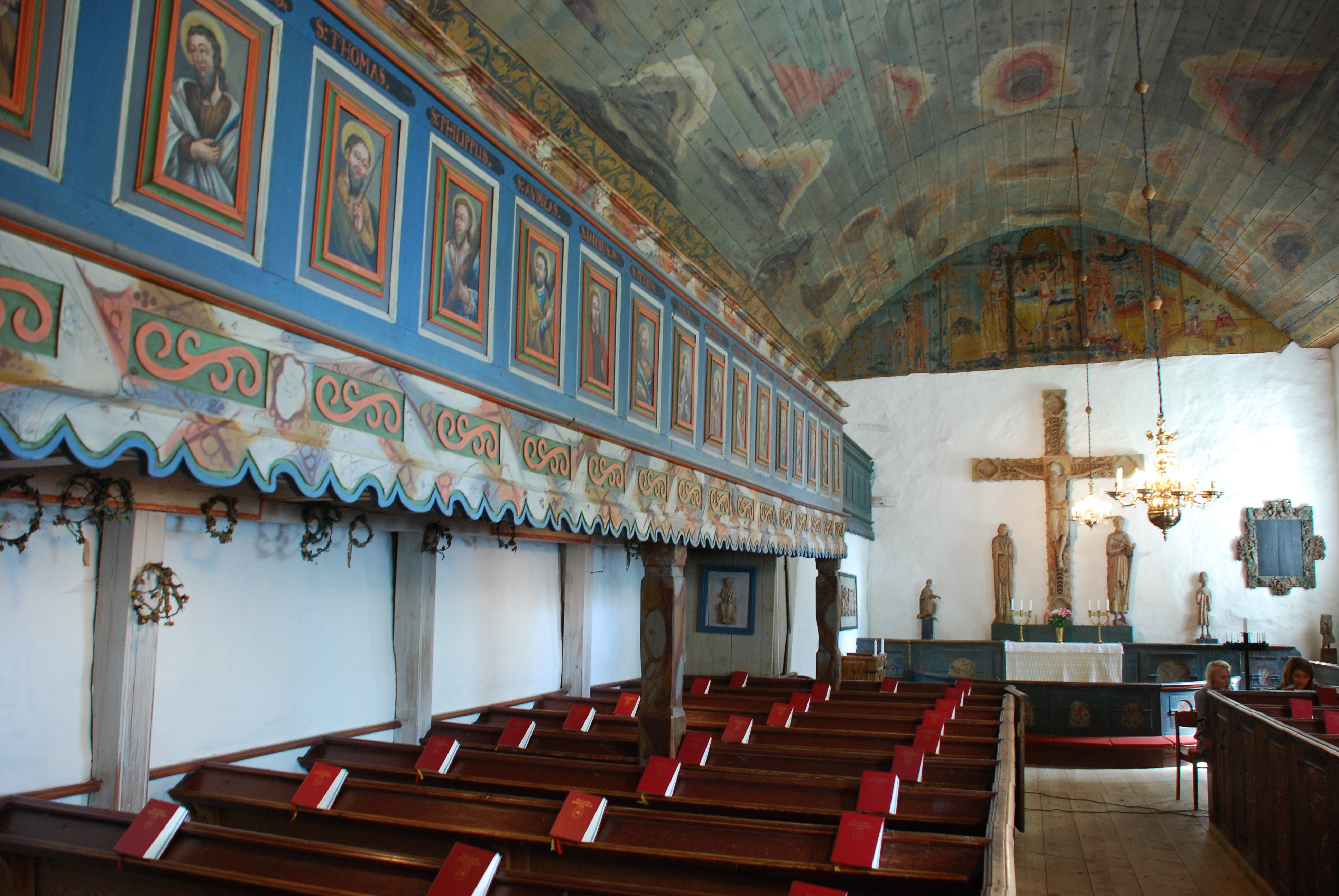
Kvinnoläktaren med målningar av Johan Christian Zschotzscher.
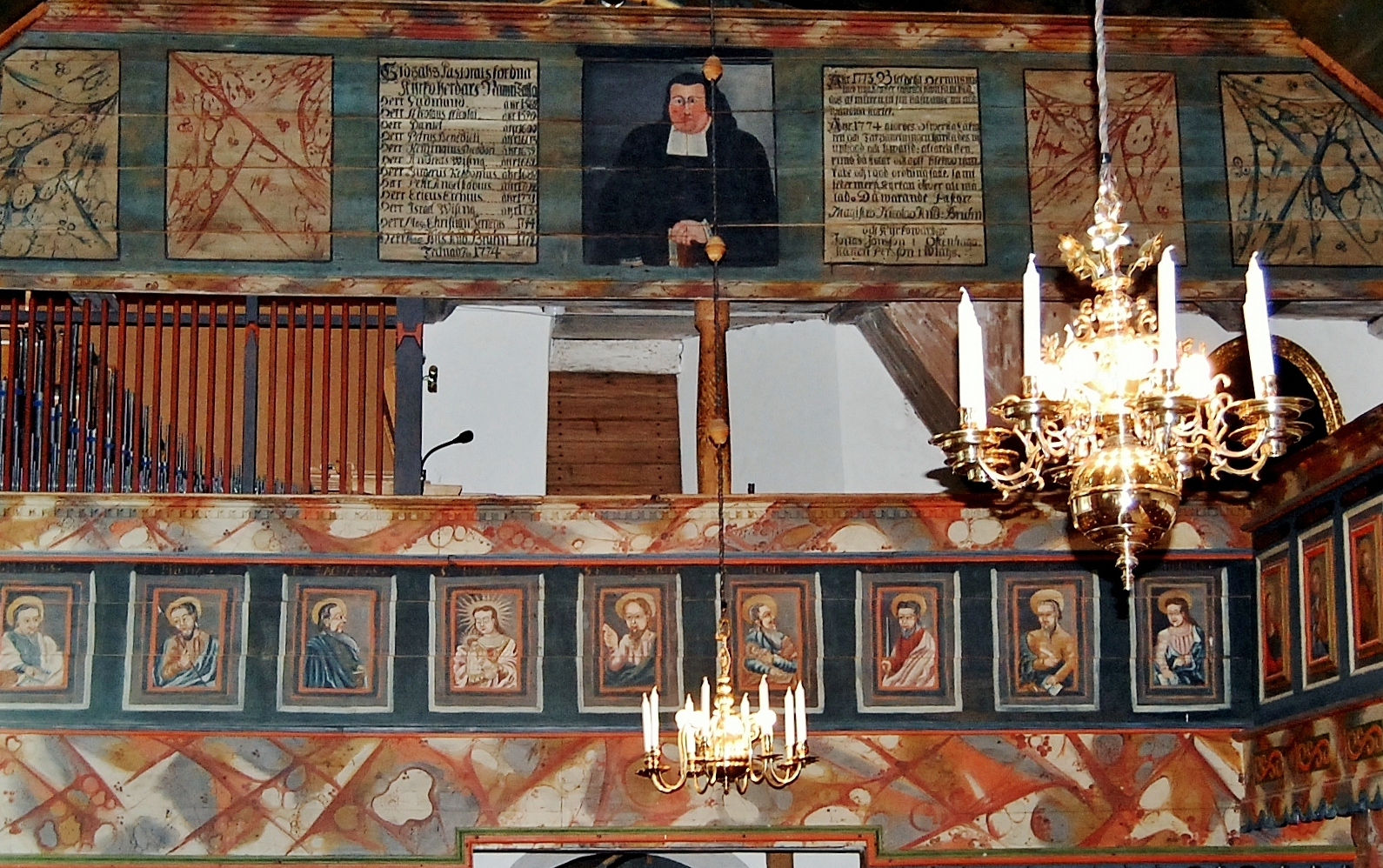
Männens läktare med porträtt av kyrkoherde Bruhn.
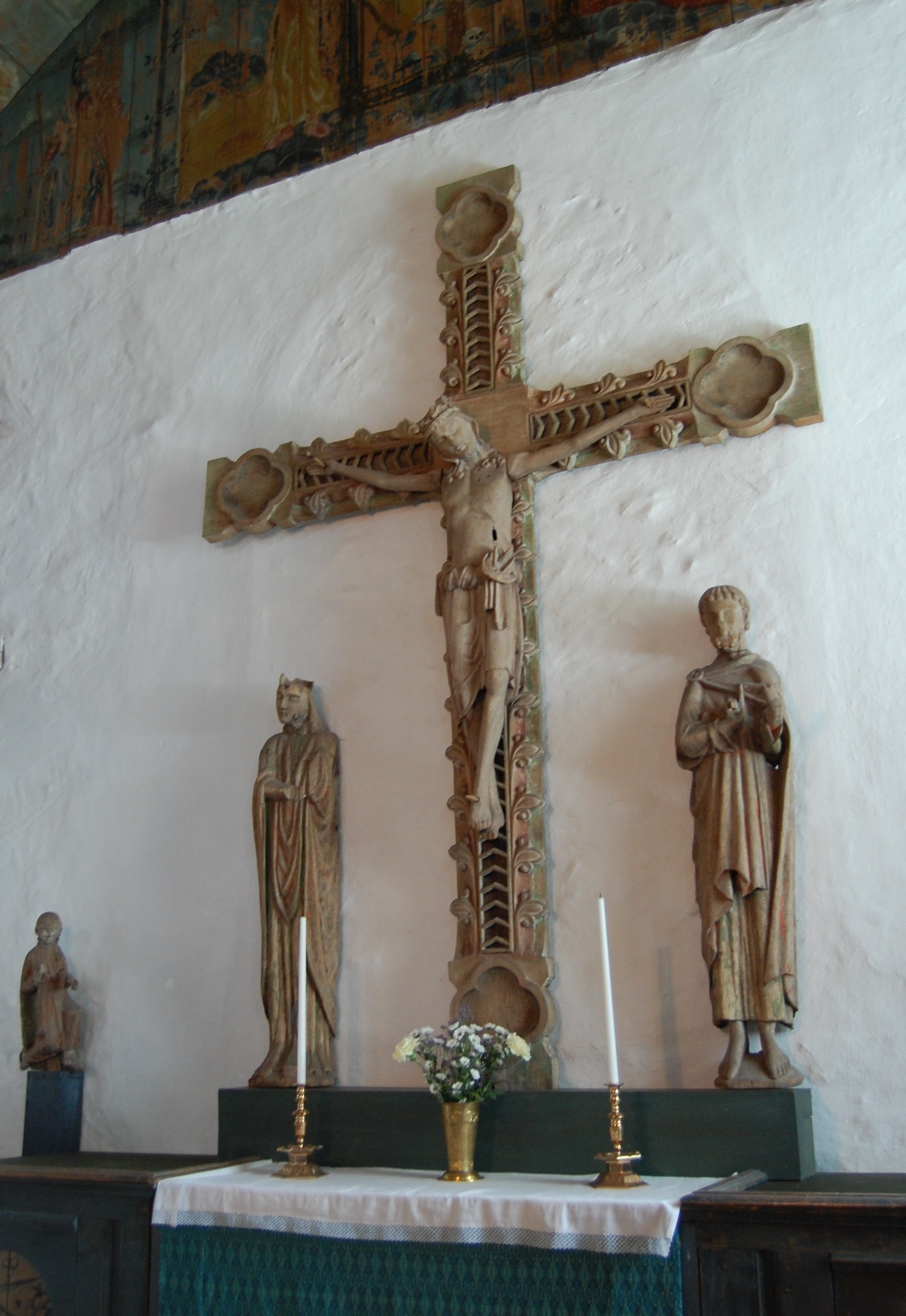
Kalvariegrupp från 1200-talet.
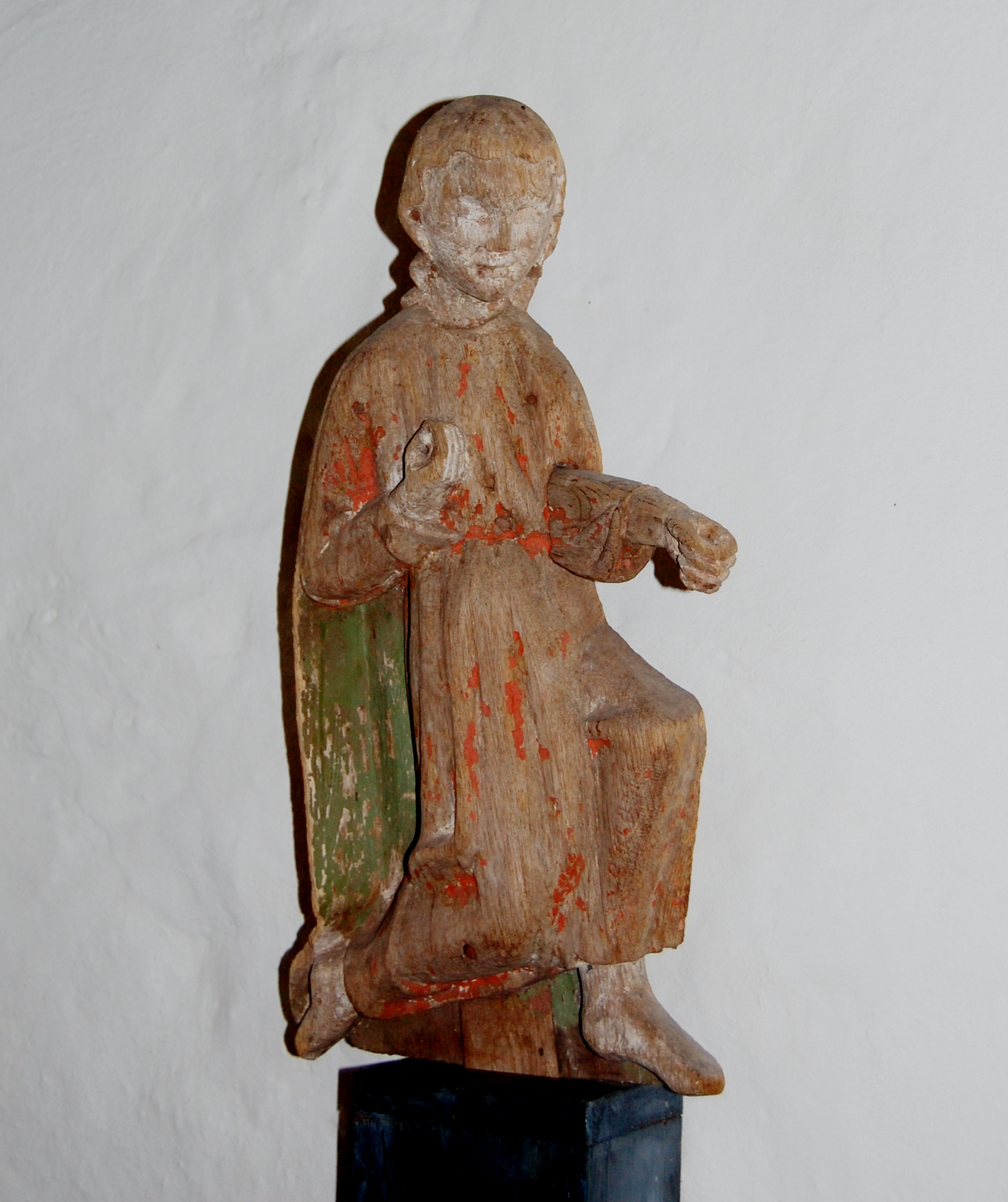
Knäböjande ängel.
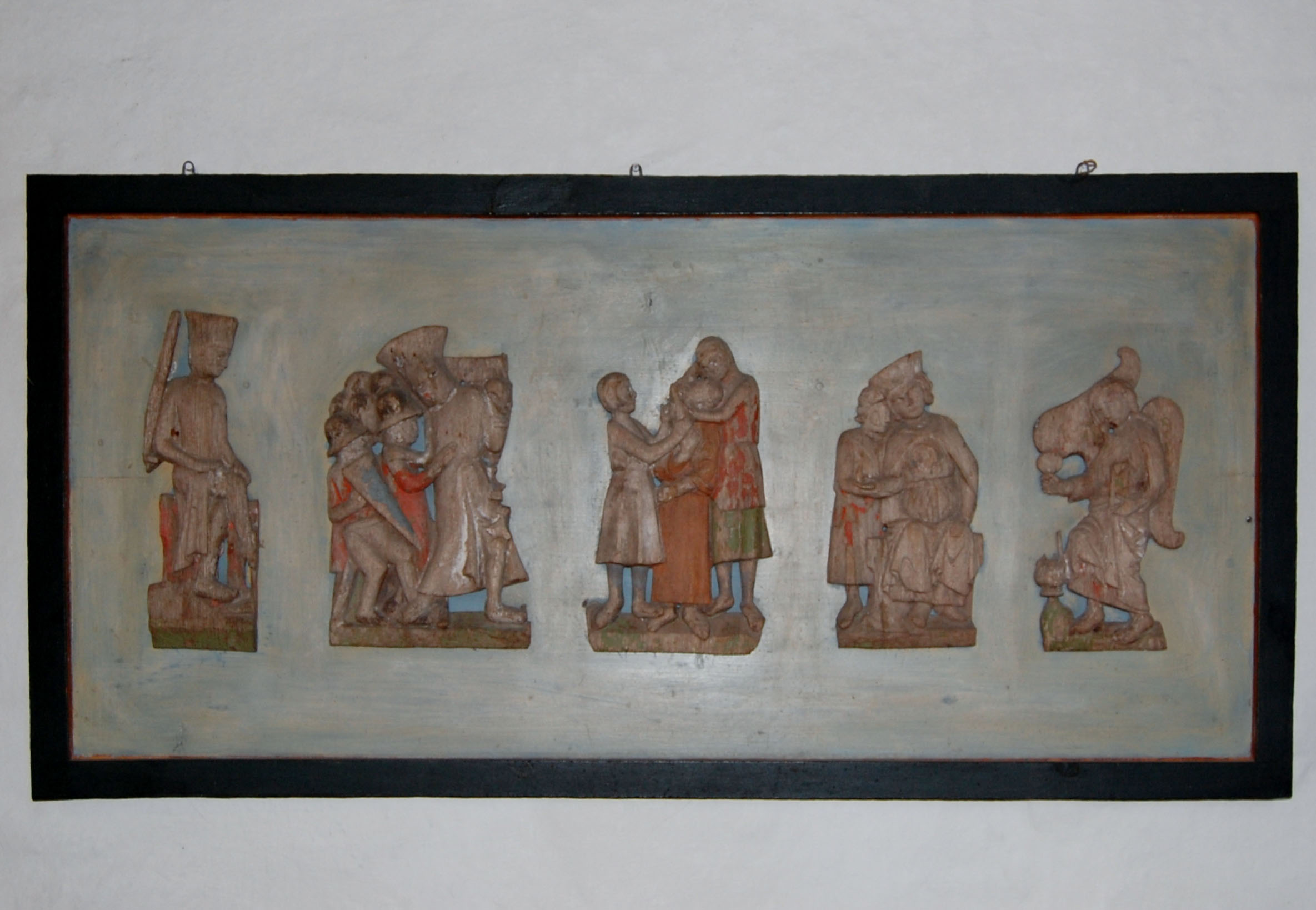
Reliefer ur ett medeltida Sankt Olofskåp.
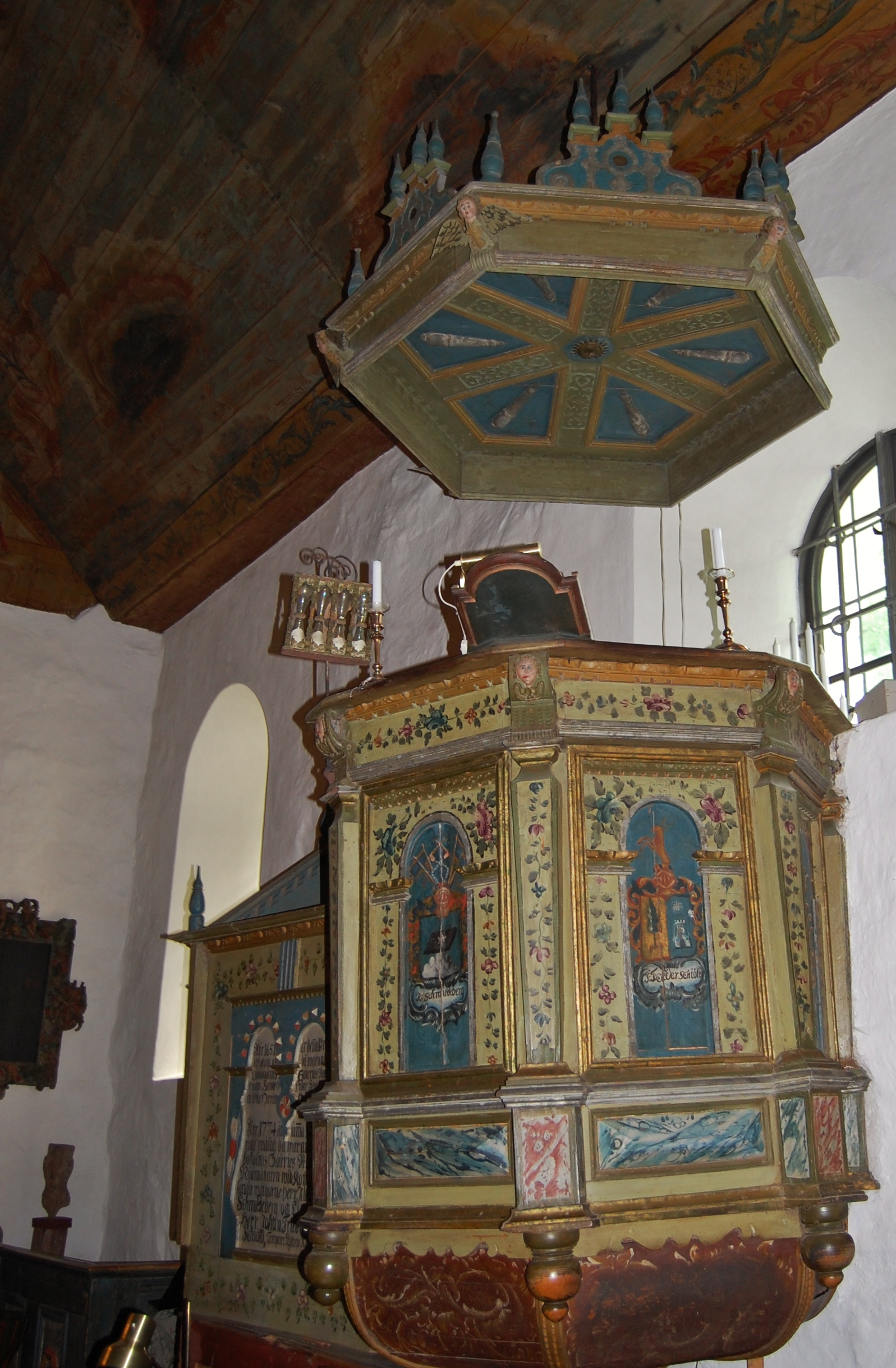
Predikstolen från 1651.